# Raúl Blanco
Raúl V. Blanco – trener urugwajski.
Blanco został trenerem reprezentacji Urugwaju w 1932 roku, zastępując na tym stanowisku Alberto Suppiciego. Początkowo pomagał mu Carlos Blas Carlomagno, ale na mistrzostwa kontynentalne do Limy pojechał z drużyną sam.
Podczas turnieju Copa América 1935 Urugwaj zdobył mistrzostwo Ameryki Południowej, a kierowana przez Blanco drużyna odniosła komplet trzech zwycięstw - 1:0 z Peru, 2:1 z Chile i na koniec rozgromiła Argentynę 3:0.
Po turnieju ponownie stanowisko trenera reprezentacji przejął po nim Suppici.